# Hannam (métro de Séoul)
Hannam (hangeul : 한남 ; hanja : 漢南) est une station de passagne de la ligne Gyeongui-Jungang du métro de Séoul. Elle est située au 511 Hannam-dong,
12-13 Dokseodangno 6 gil,, dans l'arrondissement d'Yongsan-gu à Séoul en Corée du Sud.

## Situation sur le réseau

Plan du réseau du métro de Séoul (2023)

Établie en surface, Seobinggo, est une station de passage de la ligne Gyeongui-Jungang du métro de Séoul : elle est située entre la station Seobinggo, en direction du terminus ouest Munsan, et la station Oksu, en direction du terminus est Jipyeong.